# فرانز إنجل
فرانز إنجل (بالألمانية: Franz Engel)‏ (و. 1834 – 1920 م) هو عالم نبات، من ألمانيا، ولد في روبل موريتس، توفي في نويبرندنبورغ، عن عمر يناهز 86 عاماً.